# Målasjön (Nykils socken, Östergötland)
Målasjön är en sjö i Linköpings kommun i Östergötland och ingår i Motala ströms huvudavrinningsområde. Sjön har en area på 0,0344 kvadratkilometer och ligger 111,8 meter över havet.

## Delavrinningsområde
Målasjön ingår i det delavrinningsområde (645282-148795) som SMHI kallar för Utloppet av Järnlunden. Medelhöjden är 118 meter över havet och ytan är 107,3 kvadratkilometer. Räknas de 95 avrinningsområdena uppströms in blir den ackumulerade arean 2 124,67 kvadratkilometer. Stångån som avvattnar avrinningsområdet har biflödesordning 2, vilket innebär att vattnet flödar genom totalt 2 vattendrag innan det når havet efter 118 kilometer. Avrinningsområdet består mestadels av skog (50 procent), öppen mark (10 procent) och jordbruk (22 procent). Avrinningsområdet har 15,59 kvadratkilometer vattenytor vilket ger det en sjöprocent på 14,5 procent. Bebyggelsen i området täcker en yta av 0,79 kvadratkilometer eller 1 procent av avrinningsområdet.